# Antoni Buckiewicz

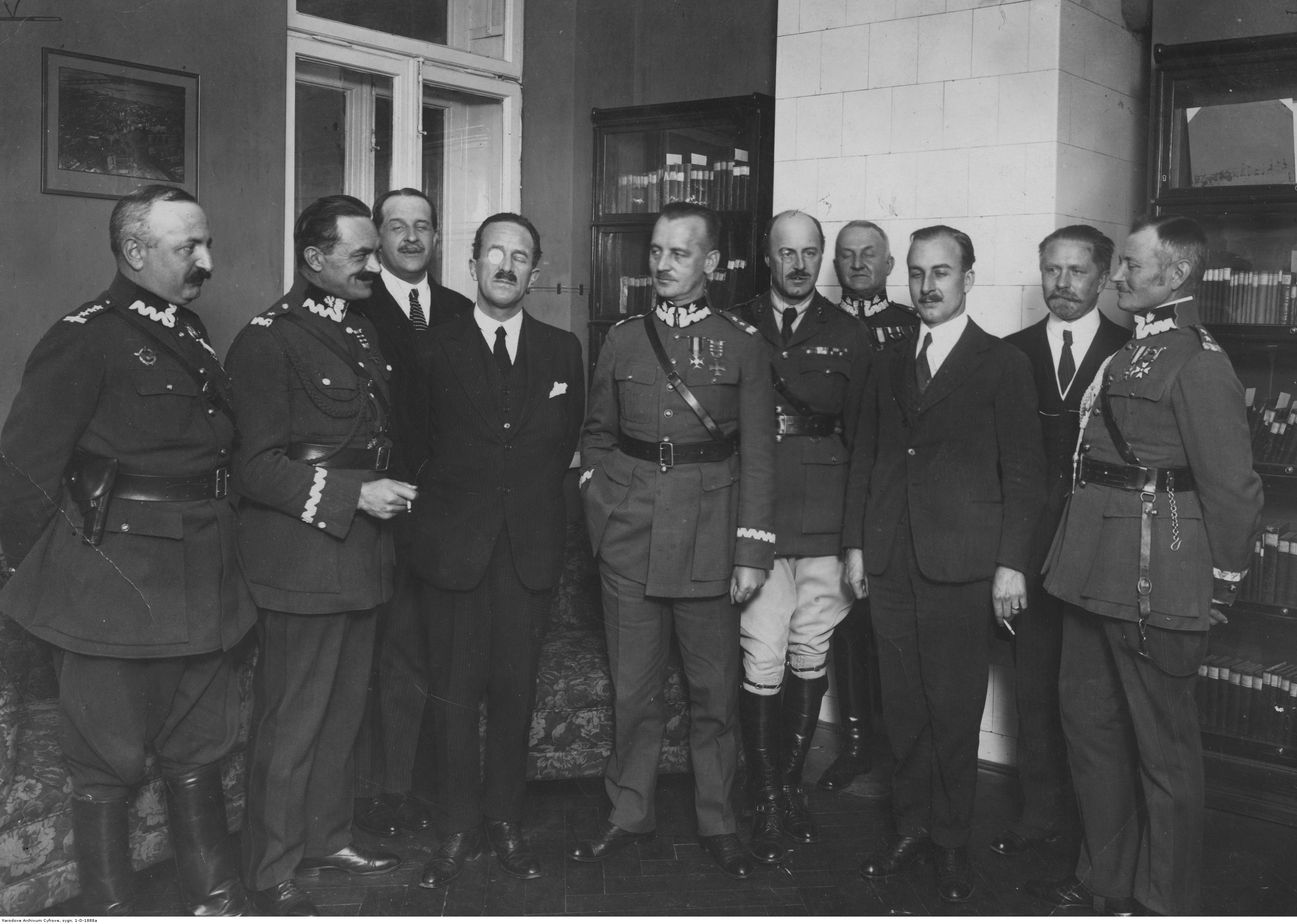
Wizyta w Polsce brytyjskiego podsekretarza do spraw lotnictwa Williama Brauckera - Antoni Buckiewicz 1. z lewej; listopad 1924

Antoni Buckiewicz (ur. 24 maja 1887 w majątku Bednarówka na Podolu, zm. 26 maja 1954) – pułkownik pilot inżynier Wojska Polskiego, kawaler Orderu Virtuti Militari.

## Życiorys
Urodził się w rodzinie Bolesława i Ksawery z Dunin-Sulgustowskich. W Kamieńcu ukończył gimnazjum klasyczne. Studiował w Belgii w Glons-Liège, a po ich ukończeniu uzyskał dyplom inżyniera technologa. 5 września 1907 powrócił w rodzinne strony, gdzie przez rok służył w Grodzieńskim Gwardyjskim Pułku Huzarów. W 1908 zdał egzamin i otrzymał awans na stopień chorążego. 
28 lipca 1914 otrzymał powołanie do służby wojskowej podczas której początkowo pełnił służbę w sztabie gen. Zielińskiego, a następnie na własną prośbę 20 sierpnia został przeniesiony celem dalszego pełnienia służby w 4 Pułku Huzarów Marianopolskich, w którym pełnił stanowisko dowódcy plutonu i z którym walczył na Froncie Wschodnio-Pruskim. Za męstwo i odwagę został odznaczony m.in. Orderem św. Anny IV klasy, Orderem św. Stanisława III klasy oraz otrzymał awans na stopień podporucznika. 
5 października 1915 otrzymał przeniesienie do 7 korpuśnego oddziału lotniczego w którym pełnił obowiązki na stanowisku obserwatora. W Sewastopolu uczęszczał do Szkoły Pilotów, a po jej ukończeniu w dniu 22 grudnia 1917 uzyskał dyplom pilota wojskowego. Podczas Ofensywy Kiereńskiego pełnił służbę w 2 Oddziale Lotniczym, a później w 3 Syberyjskim Oddziale Lotniczym. Był inicjatorem działań mających na celu zorganizowanie polskiej eskadry lotniczej, jednak zamierzenia te zostały udaremnione przez podejście wojsk niemieckich pod Kijów. 20 grudnia 1918 wstąpił do odrodzonego Wojska Polskiego, do I Lotniczego Baonu Uzupełnień stacjonującego w Warszawie. 
15 stycznia 1919 otrzymał skierowanie do 11 eskadry wywiadowczej na stanowisko pilota, a podczas wojny polsko-bolszewickiej od lutego 1919 dowodził eskadrą. Z eskadrą wyruszył w kwietniu na Front Litewsko-Białoruski, a w sierpniu na Front Mazowiecki. Wykorzystał swoje doświadczenie oraz umiejętności i opracował instrukcję „Służba lotnicza w polu”, która normowała zasady działania eskadr oraz była zalążkiem regulaminu działania lotnictwa. 13 stycznia 1920 objął dowództwo IV Grupy Lotniczej na Froncie Pomorskim. Od marca 1920 dowódca I Grupy Lotnictwa Wielkopolskiego oraz jednocześnie szef Lotnictwa Frontu Południowego. Podczas bitwy warszawskiej w sierpniu 1920 roku został szefem lotnictwa 5 Armii. 20 października 1920 otrzymał awans na stopień podpułkownika.
22 listopada 1921 został wyznaczony na komendanta Oficerskiej Szkoły Obserwatorów Lotniczych w Toruniu. W 1921 stanął na czele I dywizjonu wchodzącego w skład 1 pułku lotniczego w Warszawie. Od 11 marca 1922 roku do maja 1926 dowodził 1 pułkiem lotniczym, a następnie przekazał obowiązki dowódcy płk. pil. Janowi Sendorkowi. 3 maja 1922 roku został zweryfikowany w stopniu podpułkownika ze starszeństwem z dniem 1 czerwca 1919 roku i 4. lokatą w korpusie oficerów aeronautycznych. 
31 marca 1924 został mianowany pułkownikiem ze starszeństwem z dniem 1 lipca 1923 i 2. lokatą w korpusie oficerów aeronautycznych. Z dniem 1 marca 1925 roku został zatwierdzony na stanowisku dowódcy pułku. Z dniem 29 lutego 1928 roku został przeniesiony w stan spoczynku w następstwie „stwierdzonej przez komisję superrewizyjną utraty zdolności fizycznej” i jednocześnie uzyskania prawa do pełnego uposażenia emerytalnego. Mieszkał w Warszawie. W 1934 pozostawał w ewidencji Powiatowej Komendy Uzupełnień Warszawa Miasto III. Posiadał przydział do Oficerskiej Kadry Okręgowej Nr I. Był wówczas „przewidziany do użycia w czasie wojny”.
We wrześniu 1939 jako ochotnik zgłosił się do służby w lotnictwie. Przez Rumunię przedostał się do Francji, gdzie został przydzielony do sztabu gen. Władysława Sikorskiego. W czasie II wojny światowej służył jako pilot w Royal Air Force, jednak nie przydzielono mu dowództwa nad żadną jednostką bojową. Posiadał numer służbowy RAF P-1050. Po wojnie wyemigrował do Kanady. Pracował na własnej farmie, a następnie mieszkał w Ottawie i Montrealu. Zmarł 26 maja 1954. Został pochowany na Cmentarzu Weteranów National Field of Honour w Pointe-Claire.

## Ordery i odznaczenia
- Krzyż Srebrny Orderu Wojskowego Virtuti Militari[13] nr 8084 (27 lipca 1922)[14][2]
- Medal Lotniczy[15]
- Złoty Krzyż Zasługi (28 września 1925)[16]
- Złota Odznaka Honorowa Ligi Obrony Powietrznej i Przeciwgazowej I stopnia[17]
- Polowa Odznaka Pilota nr 76 (11 listopada 1928 roku[18]
- Krzyż Komandorski Orderu Korony Rumunii (Rumunia)
- Order Świętej Anny IV klasy (Imperium Rosyjskie)
- Order Świętego Stanisława III klasy (Imperium Rosyjskie)
- Odznaka Pilota (Francja)[2]
- Odznaka Pilota (Włochy)[2]